# Dariusz Goździak
Dariusz Goździak   (Sulęcin, 6 de desembre de 1962) és un pentatleta modern polonès, ja retirat, guanyador d'una medalla olímpica.
El 1992 va prendre part en els Jocs Olímpics d'Estiu de Barcelona, on disputà dues proves del programa de pentatló modern. En la competició per equips, juntament amb Arkadiusz Skrzypaszek i Maciej Czyżowicz, guanyà la medalla d'or, mentre en la prova individual fou desè.
En el seu palmarès també destaquen tres medalles en el Campionat del Món de pentatló modern, dues de plata i una de bronze, entre el 1990 i el 1991, una medalla de bronze en el Campionat d'Europa de 1989 i un campionat nacional.